# Iwan Derjuhin
Iwan Kostjantynowytsch Derjuhin (ukrainisch Іван Костянтинович Дерюгін; * 25. November 1928 in Smijiw, Ukrainische SSR; † 10. Januar 1996 in Kiew, Ukraine) war ein sowjetischer Pentathlet.

## Karriere
Derjuhin trat 1956 bei den Olympischen Spielen in Melbourne in der Einzel- und Mannschaftskonkurrenz an. Das Einzel schloss er auf dem neunten Platz ab. Mit der Mannschaft, zu der neben Derjuhin noch Igor Nowikow und Alexander Tarassow gehörten, wurde er Olympiasieger.
Mit der Mannschaft wurde er außerdem 1961 Weltmeister. Im Einzel gewann er zudem den Titel des Vizeweltmeisters.
Nach seiner Sportlerkarriere arbeitete Derjuhin als Lehrer. Seine Frau Albina war mehrere Jahre Nationaltrainerin des sowjetischen Kaders der Rhythmischen Sportgymnastik, ihre gemeinsame Tochter Iryna war mehrfache Weltmeisterin in dieser Sportart.